# Ethogramm
Ethogramm (auch: Verhaltensinventar, Aktionskatalog, Aktionssystem) ist ein Fachbegriff der Verhaltensbiologie. Das Wort ist abgeleitet von griechisch ἔθος ethos („Gewohnheit, Sitte, Brauch“) und γράμμα gramma (Geschriebenes). Ein Ethogramm ist „eine möglichst genaue und detaillierte Bestandsaufnahme aller bei der betreffenden Art vorkommenden Verhaltensweisen“, hierdurch „die Grundlage jeder wissenschaftlichen Erforschung des Verhaltens“ und insbesondere eine unabdingbare Voraussetzung für das Anfertigen eines schriftlichen oder graphischen Verhaltensprotokolls der Individuen dieser Art. Das Erstellen von Ethogrammen kann als Ethometrie bezeichnet werden.

## Das Erstellen von Ethogrammen
Ein Ethogramm ist eine genaue Beschreibung des Verhaltens und dient dazu, die „Morphologie des Verhaltens“ aufzuklären. Beim Aufzeichnen eines Ethogramms müssen daher alle wesentlichen Verhaltensweisen einer Tierart exakt definiert und gegeneinander abgegrenzt werden, so dass unterschiedliche Beobachter bei gleichzeitiger Protokollierung des Verhaltens eines bestimmten Individuums zu gleichen Ergebnissen kommen können. Außerdem ist grundsätzlich darauf zu achten, dass jede Interpretation von Verhaltensweisen unterbleibt: Das Ethogramm ist gleichsam die beschreibende Basis, auf der die Deutung des beobachtbaren Verhaltens später aufgebaut wird.
Das Erstellen von Ethogrammen hat seine Wurzeln in der Tierpsychologie und der klassischen vergleichenden Verhaltensforschung (Ethologie) der 1920er- und 1930er-Jahre und gilt noch immer als eine wichtige Methode der Verhaltensbiologie. Die Methode wurde entwickelt, als die Verhaltensforscher vom anekdotischen Beschreiben individueller Tiere abrückten um stattdessen die angeborenen Grundlagen des Verhaltens der gesamten Art zu analysieren. Dieser Forschungsansatz stößt allerdings dort an seine Grenzen, wo es um das Registrieren nicht-stereotyper Verhaltensweisen, um die Zuordnung von Intentionsbewegungen sowie um Variationen zwischen einzelnen Individuen geht. Zudem ist es in der Praxis kaum möglich, Verhaltensweisen gegeneinander abzugrenzen, ohne dass in diese Definitionen bereits ein Vorwissen um die Funktion des Verhaltens eingeht, das heißt dessen Interpretation.

## Das Erstellen von Verhaltensprotokollen
Je nach Fragestellung und Protokollmethode unterscheidet man zwischen kurzen Ereigniselementen und länger dauernden Zeitelementen:
- Ereigniselemente werden sinnvollerweise gezählt, so dass ihre Häufigkeit oder Rate (= Anzahl pro Zeitspanne) bestimmt werden kann.
- Bei Zeitelementen ist es sinnvoll, ihre Dauer zu messen oder den Anteil der Zeit, in der das Verhalten ausgeführt wird („Zeit-Budget“).

Ferner muss festgelegt werden, wie detailliert die Erhebung sein soll: Genügt es zum Beispiel, bei einer Hausmaus „sich selbst putzen“ zu registrieren oder soll – weitergehend – zwischen „mit den Vorderpfoten das Gesicht waschen“, „im Ohr pulen“, „mit den Hinterfüßen am Bauch kratzen“ usw. unterschieden werden? Auch muss festgelegt werden, in welchem zeitlichen Abstand die Notierung der Verhaltensweisen erfolgen soll. Üblich sind bei Nagetieren 1-, 5- oder 10-Sekunden-Intervalle; bei weniger agilen Tierarten können hingegen größere Intervalle angemessen sein. Zweckmäßig ist schließlich, ein Kürzel für jedes Verhaltenselement festzulegen, so dass ein schnelles Notieren beim Beobachten der Verhaltensweise gewährleistet ist.
Anhand der erhobenen Verhaltensprotokolle von mehreren Testtieren der gleichen Art kann u. a. die mittlere Auftretenshäufigkeit einer bestimmten Verhaltensweise und die Dauer einer bestimmten Aktivität statistisch ermittelt werden. Auch quantitative Aussagen zur Wahrscheinlichkeit bestimmter Abfolgen von Verhaltensweisen (von Verhaltensmustern) sind so möglich.
Werden zum Beispiel weiße „Labormäuse“, graue Wildfänge der Hausmaus und Mischlinge aus „Labormaus“ und Wildfang vergleichend analysiert, können auch Aussagen zur Vererbbarkeit von Verhaltensweisen getroffen werden.
Eine bekannte, allerdings nur mäßig standardisierte Versuchsanordnung ist der Open-Field-Test.

## Beispiele für Verhaltenskategorien eines Ethogramms
Peter M. Kappeler nennt in seinem Lehrbuch Verhaltensbiologie folgende Beispiele:
- Fortbewegung: Kriechen, Laufen, Gehen, Suchpendeln, Springen, Hüpfen, Aufrichten, Klettern, Mäuselspringen
- Komfortverhalten: Gähnen, Kratzen, sich strecken, sich schütteln, Nase lecken, Blinzeln, Schwanzschlagen, Pfoten wischen, sich putzen
- Orientierungsverhalten: Schnuppern, Wittern, Fixieren, Aufblicken, Tasten, Berühren, Umdrehen, Scharren
- Nahrungsverhalten: Säugen, Kauen, Nagen, Futter verstecken, Trinken, Harnabgabe, Jagen,
- Rangordnungs- oder Revierverhalten: lokalisierte Harnabgabe (Revier mit Urin markieren), Knurren, Bellen, Fiepen, Lauern, Aufrichten, Zähne fletschen, Körper zu-/wegdrehen, Anspringen, auf die Seite legen, Kehle zeigen, Fauchen, Fell sträuben, Ohren aufstellen
- Sexualverhalten: Balzgesänge, Imponiergehabe (Pfau: Radschlagen; Gorilla: Brustschlagen; …), Füttern, Schnäbeln, Reiben

## Belege
1. ↑   Eintrag Ethogramm in: Klaus Immelmann: Grzimeks Tierleben, Ergänzungsband Verhaltensforschung. Kindler Verlag, Zürich 1974, S. 626.
2. ↑  Klaus Immelmann: Introduction to Ethology. Plenum Press, New York und London 1980, S. 2, ISBN 978-1-4684-1056-3.
3. ↑  Peter M. Kappeler: Verhaltensbiologie. Springer, Berlin und München 2006, ISBN 978-3-540-24056-3.